# Polacantha brevis
Polacantha brevis är en tvåvingeart som beskrevs av Martin 1975. Polacantha brevis ingår i släktet Polacantha och familjen rovflugor. Inga underarter finns listade i Catalogue of Life.